# Проба на совместную деятельность
Проба на совместную деятельность — одна из популярных методик, использующихся в возрастной психологии для исследований и психологического консультирования детей и подростков. Данная методика даёт объективную информацию о взаимоотношениях родителей и ребёнка. В процессе консультации бывает необходимо выявить характер детско-родительских отношений, хотя, несомненно, для этого существует много различных опросников для родителей, а с детьми обычно используют проективные методы: например, САТ, рисунок семьи. Однако, взрослые, заполняя опросники, могут давать социально желательные ответы, а у детей выявляются только особенности восприятия взаимоотношений. Поэтому, для получения более полного представления о детско-родительских отношениях часто используют пробу на совместную деятельность. Эта методика помогает увидеть реальное взаимодействие ребёнка и родителя, которое трудно заметить в естественных условиях (например при наблюдении), потому что включается фактор социальной желательности. Проба на совместную деятельность даёт возможность увидеть реальное детско-родительское взаимодействие, так как требует совместного решения конструктивной задачи, в которую ребёнок и взрослый активно включаются и перестают контролировать свое поведение. Именно в таких ситуациях наблюдается истинный характер отношений.

## История создания
Проба на совместную деятельность была впервые использована С. Ахунджановой в 1983 году. Это было формирующее исследование, а именно формирование социализированной речи. Сначала детей просто просили рассказать о выходных, празднике и любимом мультфильме. Был выявлен низкий уровень развития социализированной речи, были нарушения временной и логической последовательности. Поэтому, в качестве мотивационного этапа была введена проба на совместную деятельность. Двое ребят сидели друг напротив друга и были разделены ширмой. Они могли только общаться друг с другом. Конструктивной задачей было собрать фигуру по образцу. Соответственно образец был у одного, а материал у другого. Ведущий должен был диктовать действия, которые нужно выполнить, чтобы достичь результата. Сначала, было важно дать понять детям, что они не смогут выполнить это задание. Затем, им давалась ориентировочная карточка с обозначением каждого действия. Ребёнок начинал сначала развернуто проговаривать ходы, постепенно схема сокращалась и в результате переходила во внутренний план и была ему уже не нужна. Конечно, требовалась не одна проба и фигуры были каждый раз разные. После давались контрольные задания, то есть снова просили что-то рассказать и увидели явные улучшения в развитии социализированной речи. Рассказы были составлены чётко, в них была последовательность. Позднее принцип данного исследования был перенесен в практику консультирования и назван пробой на совместную деятельность.
Самым известным вариантом пробы на совместную деятельность на сегодняшний день является методика «Архитектор-строитель». Она берет свое начало в клинической психологии. С 1970 года применяется для психологического обследования семьи или супругов методика «Совместный Роршах». В 1980 году происходит модификация и её начинают применять в возрастно-психологическом консультировании для диагностики детско-родительских отношений под названием «Архитектор-строитель». В этом варианте методики, в качестве стимульного материала являются схематичные рисунки, которые ведущий должен объяснить как рисовать, не называя конечный результат и ничего не показывая другому. В рамках консультирования часто эту методику используют для установления контакта психолога с ребёнком. При выполнении в диаде «родитель-ребенок» проявляется специфика их общения, проявление индивидуальных особенностей ребёнка, а также его уровень обучаемости.

## Процедура
В данной методике взаимодействие происходит в диаде родитель-ребёнок. Они должны составить фигуру по образцу, при этом материал может быть использован любой: пластилин, мозаика, конструктор, кубики, «дорога к дому». Задание выполняется за столом, родитель и ребёнок сидят друг напротив друга. Одному из них даётся образец, а другому материал. Следовательно, у кого образец, тот и должен объяснить другому действия. Между ними должна стоять ширма, чтобы они не видели что делает каждый из них. Правила такие: руководящий должен объяснить, что нужно делать, чтобы достичь результата, но при этом нельзя называть то, что получится и на что это похоже. Далее им предоставляется возможность самим распределить роли. Важно следить за поведением родителя и ребёнка. В результате, видно как реально складываются отношения между ними, так как в обыденной жизни они постоянно находятся в ситуации, когда отношения в диаде распределены по принципу «руковожу-слушаю». Также в этой пробе видна тактика поведения родителя и ребёнка, которую они также обычно и применяют в семье. Также, можно попросить поменяться ролями. Для консультанта в этой методике самым важным является наблюдение и фиксирование поведения и родителя, и ребёнка.

## Анализ взаимодействия
Взаимодействие между родителем и ребёнком в данной пробе включает следующие компоненты:
I. Когнитивно-деятельностный компонент взаимодействия:
- Лидерство — распределение ролей «ведущий» — «ведомый» ;
- Целенаправленность и последовательность руководства;
- Особенности предъявления инструкции;
- Ориентация на действия партнера;
- Особенности контроля;
- Особенности оценивания;
- Особенности принятия руководства ведомым.

II. Эмоциональный компонент взаимодействия
- Стремление к взаимодействию;
- Дистанция при взаимодействии;
- Эмоциональное принятие — отвержение;
- Отношения защиты — обвинения;
- Эмоциональные проявления.

Есть стандартные техники выявления особенностей взаимоотношения родитель-ребёнок, которые описывает Г.Т Хоментаускас. Также, иногда используют параллельно с проведением пробы на совместную деятельность «Карты профиля поведения ребёнка» адаптированные В. Каганом, где заполняется специальный бланк и оцениваются характеристики поведения ребёнка по шкальным показателям.